# Dimitris Avramopoulos
Dimitris Avramopoulos (græsk: Δημήτρης Αβραμόπουλος) (født 6. juni 1953 i Athen) er en græsk politiker og diplomat. Han var EU-kommissær for migration og indre anliggender i Juncker-kommissionen fra 2014 til 2019.
Han var udenrigsminister i Grækenland fra den 21. juni 2012 til 25. juni 2013 og derfra til 1. november 2014 forsvarsminister. Han var næstformand for partiet Nyt Demokrati fra 2010 til 2014.
Han har tidligere haft andre politiske og diplomatiske poster.

## Politiske poster
- 2014-2019: EU-kommissær for migration og indre anliggender.
- 2013-2014: Forsvarminister.
- 2012-2013: Udenrigsminister.
- 2010-2014: Næstformand for Nyt Demokrati.
- 2011-2012: Forsvarsminister.
- 2007-2008: Sundhedsminister.
- 2004-2007: Turistminister.
- 1995-2002: Borgmester for Athen.